# Cenk Ahmet Alkılıç
Cenk Ahmet Alkılıç (* 9. Dezember 1987 in Izmir) ist ein türkischer Fußballspieler und steht seit 2021 bei Eyüpspor unter Vertrag. Er ist der Sohn von Bülent Alkılıç, eines ehemaligen Fußballspielers, der u. a. mehrere Jahre für Galatasaray Istanbul tätig war.

## Karriere

### Vereinskarriere
Alkılıç begann mit dem Vereinsfußball in der Jugend von Galatasaray Istanbul und spielte anschließend für die Jugendmannschaften von Beykozspor und Beylerbeyi SK. Im Frühjahr 2006 erhielt er hier einen Profivertrag und wurde in den Mannschaftskader eingegliedert. Bis zum Saisonende absolvierte er zwei Ligaspiele für die Profimannschaft. In seiner dritten Saison eroberte er sich einen Stammplatz und spielte hier zwei weitere Spielzeiten lang.
Im Sommer 2009 wechselte er zum Zweitligisten Altay Izmir. Hier gelang ihm auf Anhieb der Sprung in die Stammformation. In seiner zweiten Spielzeit für Altay steigerte er seine Leistung erneut, so dass er auch anfing, regelmäßig für die zweite Auswahl der türkischen Nationalmannschaft aufzulaufen.
Nach dem Abstieg seines Vereins in die TFF 2. Lig trennte er sich von diesem und wechselte zur anstehenden Spielzeit zum Erstligisten Çaykur Rizespor. Hier eroberte er sich sofort einen Stammplatz. Im Frühjahr 2014 verließ er Rizespor und wechselte innerhalb der Süper Lig zu Kayseri Erciyesspor. Bei diesem Verein etablierte er sich unter der Leitung von Hikmet Karaman auf Anhieb als Stammspieler und begann auf der Position des rechten Verteidigers zu spielen. Durch seine konstant guten Leistungen wurde er von einigen Fachkritikern als einer der auffälligeren Spieler der Saison 2014/15 hervorgehoben.
Nachdem Erciyesspor zum Sommer 2015 den Klassenerhalt verfehlt hatte, wechselte Alkılıç zum Erstligisten Istanbul Başakşehir. Für die Rückrunde der Saison 2016/17 wurde er an den Ligakonkurrenten Aytemiz Alanyaspor ausgeliehen und im Sommer 2017 samt Ablöse verpflichtet.

### Nationalmannschaftskarriere
Alkılıç wurde im Februar 2011 für die zweite Auswahl der türkischen Nationalmannschaft nominiert und debütierte in dieser Spielperiode.

## Erfolge
Mit Çaykur Rizespor
- Vizemeister der TFF 1. Lig und Aufstieg in die Süper Lig: 2012/13